# Dmitri Aibushev
Dmitri Foritovich Aibushev (en ruso: Дмитрий Форитович Айбушев; Solnechnogorsk, URSS, 6 de diciembre de 1976) es un deportista ruso que compitió en esgrima, especialista en la modalidad de sable. Ganó una medalla de oro en el Campeonato Europeo de Esgrima de 2005, en la prueba por equipos.

## Palmarés internacional
| Campeonato Europeo | Campeonato Europeo     | Campeonato Europeo | Campeonato Europeo |
| Año                | Lugar                  | Medalla            | Prueba             |
| ------------------ | ---------------------- | ------------------ | ------------------ |
| 2005               | Zalaegerszeg (Hungría) | Medalla de oro     | Sable por equipos  |